# Bauhinia macrophylla
Bauhinia macrophylla är en ärtväxtart som beskrevs av Jean Louis Marie Poiret. Bauhinia macrophylla ingår i släktet Bauhinia och familjen ärtväxter. Inga underarter finns listade i Catalogue of Life.